# Хьют
Хьют — древнеегипетский музыкант времён двенадцатой династии. Одна из первых известных женщин-музыкантов в истории. 
Она и музыкант-мужчина, известный как певец Дидумин, изображены играющими на арфах, чтобы развлечь визиря Антефокера. На северной стене гробницы, она обозначена как «певица Хувит, дочь Макета». Их песни повествуют о Хатхор, богине веселья, и о самом визири, желая ему долгой жизни и здоровья.

## Память
Хьют является одной из 999 женщин изображеных на Званом ужине в 1979 году.